# Arborea, Botoșani
Arborea este un sat în comuna George Enescu din județul Botoșani, Moldova, România.

Arborea pe harta toponimică a Hudeștiului

## Personalități locale
- Ion H. Ciubotaru (n. 1940), etnolog, istoric literar, membru de onoare al Academiei Române.